# 양경자
양경자(梁慶子, 1940년 7월 25일 ~ )는 대한민국의 정치인이다. 제12·13대 국회의원을 지냈다.

## 학력
- 천안남산초등학교
- 남도여자중학교
- 동구여자상업고등학교
- 고려대학교 법학과 학사 졸업
- 미국 조지 워싱턴 대학교 대학원 국제교육학 석사 졸업

## 경력
- 한국여성경제인협회 부회장, 고문
- 제12대 국회 상공, 경제과학, 예산결산특위
- 제13대 국회 노동위, 행정위 예산결산특위
- 국회상공위 무역소위원회 위원
- 국회 예산결산특별위원회(7년)
- 민주정의당 부대변인
- 민주정의당 상임위원
- 민주정의당 상임위원 겸 최고위원
- 민주정의당 정책위원회 부위원장
- 민주정의당 전국위원회 부위원장
- 제17대 대통령 선거대책 홍보위원회 부위원장
- 사단법인 한국장애인정보화협회 후원회장
- 서울특별시 사회복지협의회장
- 한국사회복지협의회 이사
- 사회복지 봉사활동 인증관리사업 자문위원
- 사회복지법인 성암복지재단 이사
- 한국아동복지협회 자문위원
- 한국지역사회복지학회 산악협동분과위원
- 이명박 서울시장 인수위원회 위원
- 한국장애인고용공단 이사장
- 대한민국헌정회 이사
- 대한민국헌정회 여성위원회 위원장
- 대한민국헌정회 여성정책연구특별위원회 위원장
- 대한민국헌정회 부회장

## 역대 선거 결과
|  | 35.2% |

|  | 34.0% |

|  | 30.99% |

|  | 35.32% |

|  | 42.01% |

|  | 37.38% |

## 가족 관계
- 배우자: 김병태 (1941년 ~ 2023년 11월 16일) - 태광물산 대표
  - 아들: 김영준, 김영돈
    - 며느리: 김동국, 박수진